# 蓝灰雀鹀属
蓝灰雀鹀属（学名：Spodiornis）是唐纳雀科下的一个属。

## 下属物种
本属包括以下物种：
- 蓝灰雀鹀 Spodiornis rusticus 现接受名为Haplospiza rustica